# 尼亞魯古魯縣
2°42′S 29°31′E / 2.700°S 29.517°E

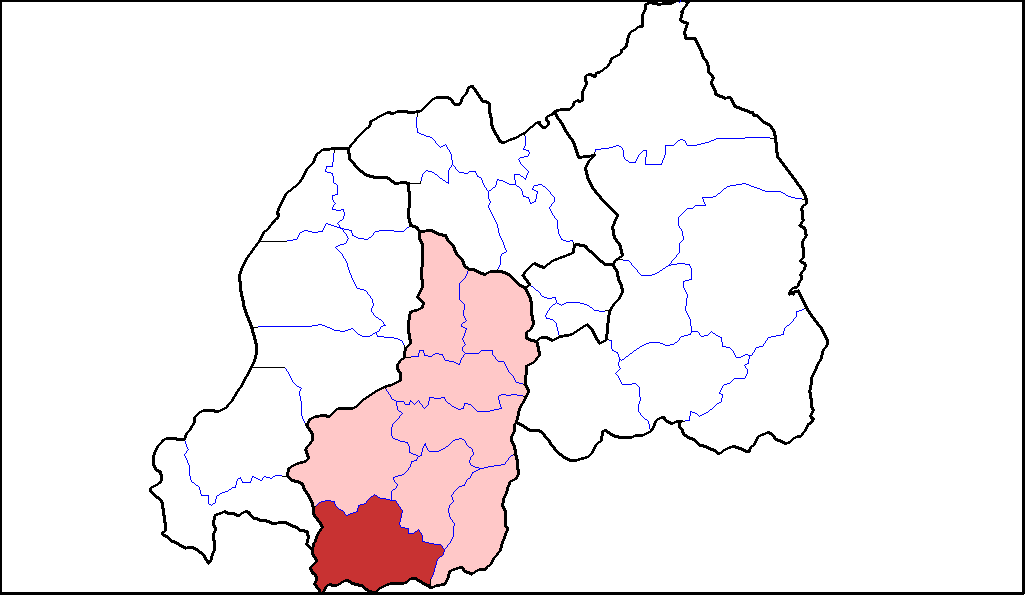

尼亞魯古魯縣，是盧旺達的縣份，位於該國南部，由南部省負責管轄，首府設於基貝霍，面積1,012平方公里，2012年人口294,334，人口密度每平方公里290人。